# Ramón Encinas
Ramón Encinas Dios (Pontevedra, 19  de mayo de 1893-Madrid, 21 de marzo de 1967) fue un jugador y entrenador español de Fútbol. Fue el único entrenador con el que el Sevilla F. C. ha logrado un campeonato de Primera División de España. 

## Biografía
Ramón Encinas Dios nació en Pontevedra el 19 de mayo de 1893. Hijo de Victoriano Encinas y Reyes e Isabel Dios. Desde muy chico vivió en un ambiente de gran pasión por el fútbol que en aquellos años comenzaba a difundirse desde Inglaterra por Galicia y España en general. Siguiendo a su hermano mayor, Victoriano Encinas Dios -quien en 1905 era jugador del Pontevedra Fútbol Club- en 1907, a los 14 años de edad ya forma parte de aquel equipo. En el anecdotario familiar se cuenta que siendo adolescente viajó de polizón a Montevideo en uno de tantos vapores que partían de Galicia rumbo a Uruguay y Argentina. Buscaba fortuna con la pelota en condiciones tan precarias que incluso llegó a dormir en las bancas de los parques de la capital del Uruguay. Su talento le facilitó incorporarse a varios equipos de aquella ciudad, adquiriendo una experiencia invaluable  antes de regresar a España. De nuevo en su tierra juega en los equipos Closvin de Vigo y Eiriña de Pontevedra. 
Siendo jugador del Racing de Vigo es preseleccionado para jugar en las Olimpiadas que tendrían lugar en Amberes en 1920. Sin embargo no pudo participar en aquellos juegos.

### Entrenador de Fútbol
Moncho Encinas no logra alcanzar como jugador los éxitos que tanto deseaba y en 1922 toma la decisión de probar suerte como entrenador. De 1922 a 1925 debuta en esta nueva faceta entrenando a tres equipos catalanes: el Tárrega F.C., el Club Deportivo Reus y el Palafrugell F.C. De 1925 a 1927 es contratado por el Sevilla Fútbol Club, equipo con el que generará vínculos estrechos.
Regresa a Galicia para entrenar al Celta de Vigo de 1928 a 1931. En 1930 es llamado por el seleccionador nacional, José María Mateos, para ser su colaborador técnico. Es ratificado en esta posición por el siguiente seleccionador, Amadeo García de Salazar, teniendo los dos a su cargo la que ha sido considerada por muchos como la mejor selección nacional española de todos los tiempos integrada por leyendas como Luis Regueiro, Isidro Lángara, Ricardo Zamora, Eduardo González Valiño, Ramón Zabalo, Jacinto Quincoces, Martín Ventolrá, Leonardo Cilaurren, Guillermo Gorostiza, Martín Marculeta, entre otros. Con esta selección participa en la Copa del Mundo de 1934.  
En la temporada 1933-34 de la liga española se encuentra de nuevo como entrenador del Sevilla, equipo al que logra ascender brillantemente a la Primera División. En la temporada 34-35 lleva al Sevilla al 5.º lugar nacional y en forma impresionante gana la Copa de España dejando atrás a los equipos Sabadell, Real Madrid, Atlético Osasuna y Atlético de Madrid.

### La Guerra Civil
Al iniciarse en 1936 la trágica guerra civil  que detendría toda actividad deportiva en la península y acabaría desmembrando al fútbol español con la salida y exilio de muchos de los brillantes jugadores que habían integrado la selección española, Moncho Encinas se retira a Pontevedra y allí esperará el fin de la contienda para posteriormente reintegrarse al fútbol profesional.

### La posguerra
Ramón Encinas se hará cargo del Valencia Club de Fútbol en la temporada 1939-40. En 1941 logra llevar al equipo valencianista a su primer título nacional al ganar la Copa de España, derrotando al Real Club Deportivo Espanyol. En la temporada 1941-42 se proclama con el Valencia campeón de liga, con un récord de puntuación impresionante, 40 puntos en 26 partidos, máximo goleador con 85 anotaciones y siete puntos de diferencia sobre su inmediato seguidor, el Real Madrid. En la segunda mitad de 1942 pasa a entrenar al Real Madrid Club de Fútbol, equipo en el que permanecerá en las temporadas 1943-44 y 1944-45. En esta última el Real Madrid obtendrá el 2.º lugar nacional.
En 1945 Moncho Encinas vuelve al Sevilla, equipo con el que permanecerá por el resto de su carrera deportiva. En la temporada 1945-46 llevará al equipo andaluz a obtener el campeonato de liga. 
En 1946 marcha a Inglaterra con el objeto de aprender las técnicas y tácticas más modernas que se estaban aplicando en la cuna del fútbol. 
En 1948, en mancuerna con Patricio Caicedo, lleva al Sevilla a obtener nuevamente la Copa de España. A partir de 1948 y hasta 1958, año en que decide retirarse, ocupará el cargo de secretario técnico del equipo andaluz.
Pasará el resto de su vida en Pontevedra junto con sus hermanos y sobrinos y solo una cruel enfermedad lo hará trasladarse a Madrid donde fallecerá el 21 de marzo de 1967, curiosamente en el mismo día en que su padre, Victoriano Encinas y Reyes nació 110 años antes, y cuando estaba a punto de cumplir los 74 años de edad, 35 más que los vividos por aquel.
Su cuerpo sería trasladado a Pontevedra por su sobrino, Ramón Encinas Diéguez, hijo de su hermano Victoriano y gobernador civil de aquella provincia. Hoy en día los restos de Moncho Encinas descansan en la ciudad gallega que lo vio nacer.